# Crotalaria aridicola
Crotalaria aridicola är en ärtväxtart som beskrevs av Karel Domin. Crotalaria aridicola ingår i släktet sunnhampor, och familjen ärtväxter. Inga underarter finns listade i Catalogue of Life.